# 이초 가오리
이초 가오리(일본어: 伊調 馨, いちょう かおり, 1984년 6월 13일~)는 일본의 여자 레슬링 선수이다. 아오모리현 하치노헤시 출신으로 자유형 63kg급의 세계적인 선수로 활약했다. 2002년 세계 선수권 대회에서 우승한 이후 각종 국제 대회를 우승을 휩쓸었으며, 2004년 하계 올림픽과 2008년 하계 올림픽을 제패하였다. 2008년 올림픽 후 은퇴를 선언했으나, 다시 복귀하여, 2010년 세계 선수권 대회에서 다시 우승하였고, 뒤이어 2012년 하계 올림픽에서 우승을 차지하며 올림픽 여자 레슬링 미들급 3연패를 달성했다. 복귀한 후에도 각종 대회에서 우승을 차지하면서 2016년 1월까지 189경기 연속 승리를 기록했다. 이후 4번째로 참가한 올림픽인 2016년 하계 올림픽에서 금메달을 획득하며 올림픽 4연패의 위업을 달성했으며, 여자 선수로는 최초로 올림픽 개인 종목 4연속 우승을 달성했다. 언니인 지하루도 48kg급에서 함께 세계적인 선수로 활동한 바 있다.

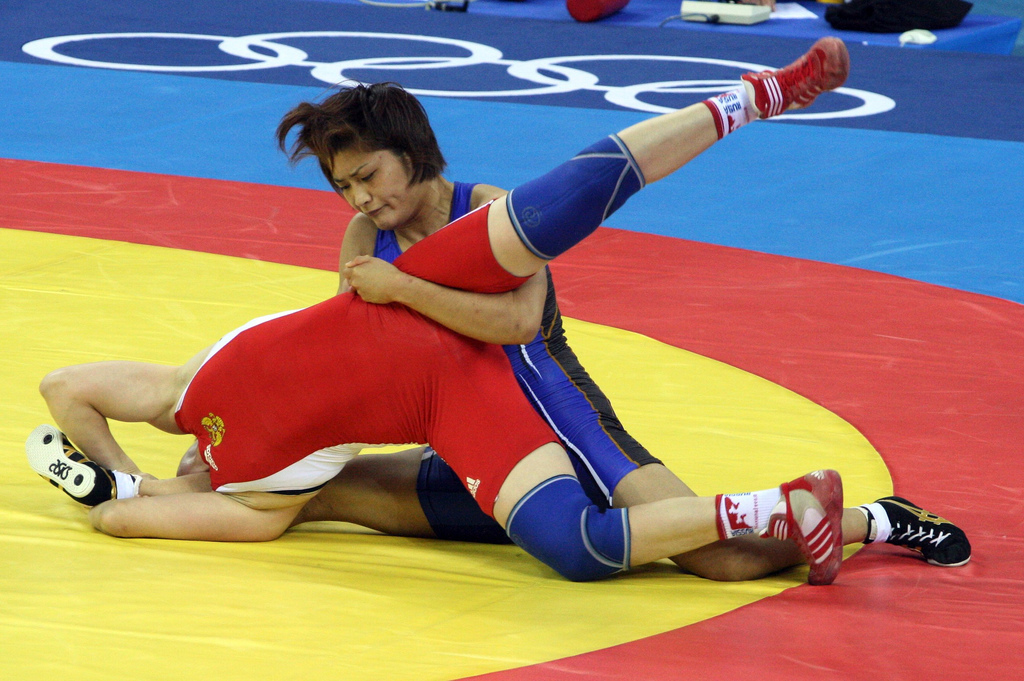
2008년 하계 올림픽 당시 알료나 카르타쇼바와 경기 중인 이초

## 같이 보기
- 올림픽 다관왕 목록